# Campeonato Gaúcho 2003
In 2003 werd het 83ste Campeonato Gaúcho gespeeld voor voetbalclubs uit de Braziliaanse staat Rio Grande do Sul. De competitie werd gespeeld van 1 februari tot 3 juli. Internacional werd kampioen.

## Eerste fase

### Groep 1
| Plaats | Club          | Wed. | W | G | V | Saldo | Ptn. |
| ------ | ------------- | ---- | - | - | - | ----- | ---- |
| 1.     | Internacional | 6    | 3 | 2 | 1 | 9:8   | 11   |
| 2.     | Juventude     | 6    | 2 | 4 | 0 | 14:11 | 10   |
| 3.     | Caxias        | 6    | 2 | 2 | 2 | 8:7   | 8    |
| 4.     | Grêmio        | 6    | 0 | 2 | 4 | 5:10  | 2    |

|  | Gekwalificeerd voor knock-outfase |

### Groep 2
| Plaats | Club            | Wed. | W  | G  | V  | Saldo | Ptn. |
| ------ | --------------- | ---- | -- | -- | -- | ----- | ---- |
| 1.     | 15 de Novembro  | 26   | 12 | 9  | 5  | 42:23 | 45   |
| 2.     | São Gabriel     | 26   | 13 | 5  | 8  | 42:34 | 44   |
| 3.     | Santa Cruz      | 26   | 13 | 3  | 10 | 39:33 | 42   |
| 4.     | Glória          | 26   | 12 | 6  | 8  | 39:28 | 42   |
| 5.     | Grêmio São José | 26   | 12 | 4  | 10 | 48:36 | 40   |
| 6.     | Guarani         | 26   | 11 | 7  | 8  | 39:35 | 40   |
| 7.     | Santo Ângelo    | 26   | 11 | 6  | 8  | 37:30 | 39   |
| 8.     | Esportivo       | 26   | 10 | 8  | 8  | 37:31 | 38   |
| 9.     | São José        | 26   | 8  | 11 | 7  | 39:34 | 35   |
| 10.    | Pelotas         | 26   | 9  | 7  | 10 | 45:40 | 34   |
| 11.    | Passo Fundo     | 26   | 10 | 3  | 13 | 33:59 | 33   |
| 12.    | Veranópolis     | 26   | 9  | 5  | 12 | 29:42 | 32   |
| 13.    | Palmeirense     | 26   | 5  | 6  | 15 | 25:52 | 19   |
| 14.    | São Luiz        | 26   | 4  | 6  | 16 | 25:42 | 17   |

|  | Gekwalificeerd voor knock-outfase |
|  | Degradatie                        |

### Knock-outfase
15 de Novembre ging naar de volgende ronde omdat het eerst in zijn groep geworden was. 
|  | Halve finale   | Halve finale  | Halve finale |   |                | Finale | Finale | Finale |
|  |                |               |              |   |                |        |        |        |
|  | Juventude      | 2             | 0            |   |                |        |        |        |
|  | 15 de Novembro | 2             | 0            |   |                |        |        |        |
|  | 15 de Novembro | 2             | 0            |   | 15 de Novembro | 0      | 0      |        |
|  |                |               |              |   | 15 de Novembro | 0      | 0      |        |
|  |                | Internacional | 2            | 1 |                |        |        |        |
|  | São Gabriel    | Internacional | 2            | 1 | 0              | 1      |        |        |
|  | São Gabriel    |               |              |   | 0              | 1      |        |        |
|  | Internacional  | 1             | 4            |   |                |        |        |        |

## Kampioen
| Campeonato Gaúcho de 2003          |
| Rio Grande do Sul                  |
| ---------------------------------- |
| INTERNACIONAL Kampioen (35° titel) |